# Partit Democràtic (Xipre)
El Partit Democràtic (grec Δημοκρατικό Κόμμα, Dimokratikó Kómma, DIKO) és un partit polític de Xipre d'ideologia centrista, fundat el 1976 per Spyros Kyprianou. Fins als darrers anys ha estat liderat per Tassos Papadópulos qui ha estat President de Xipre abans de Dimitris Khristófias. A les eleccions legislatives xipriotes de 2006 fou el tercer partit en disputa, amb el 17,9% dels vots i 11 de 56 escons. 
Papadópulos fou derrotat a les eleccions presidencials xipriotes de 2008, i aleshores van decidir donar suport al candidat d'AKEL Dimitris Khristófias a la segona volta. Abans de les eleccions europees de 2009, el DIKO va anunciar que es podria unir al grup socialista del Parlament europeu en comptes de l'ALDE.

## Presidents
- 1976-2000 Spyros Kyprianou
- 2000-2006 Tassos Papadópulos
- 2006-present Marios Karoyian

## Resultats electorals

### Parlament
| Any  | Vots            | Vots            | Vots            | Escons  | Escons |
| Any  | #               | %               | Pos.            | #       | ±      |
| ---- | --------------- | --------------- | --------------- | ------- | ------ |
| 1976 | Amb AKEL i EDEK | Amb AKEL i EDEK | Amb AKEL i EDEK | 21 / 35 | Nou    |
| 1981 | 56,749          | 19.50           | 3r              | 8 / 35  | 13     |
| 1985 | 88,322          | 27.65           | 2n              | 16 / 56 | 8      |
| 1991 | 66,867          | 19.55           | 3r              | 11 / 56 | 5      |
| 1996 | 60,726          | 16.43           | 3r              | 10 / 56 | 1      |
| 2001 | 60,977          | 14.84           | 3r              | 9 / 56  | 1      |
| 2006 | 75,429          | 17.92           | 3r              | 11 / 56 | 2      |
| 2011 | 63,763          | 15.76           | 3r              | 9 / 56  | 2      |
| 2016 | 50,922          | 14.49           | 3r              | 9 / 56  | =      |
| 2021 | 40,395          | 11.29           | 3r              | 9 / 56  | =      |

1. ↑  Va ser 1r amb 163.207 vots (71.2%)

### Parlament Europeu
| Any  | Vots   | Vots  | Vots | Escons | Escons |
| Any  | #      | %     | Rank | #      | ±      |
| ---- | ------ | ----- | ---- | ------ | ------ |
| 2004 | 57.121 | 17.09 | 3r   | 1 / 6  | Nou    |
| 2009 | 37,625 | 12.28 | 3r   | 1 / 6  | =      |
| 2014 | 28,044 | 10.83 | 3r   | 1 / 6  | =      |
| 2019 | 38,756 | 13.80 | 3r   | 1 / 6  | =      |
| 2024 | 35,815 | 9.72  | 5è   | 1 / 6  | =      |